# MuMATH

muMATH (оригинални назив на енглеском језику: muMATH) је рачунарски алгебарски систем, који су развијали Алберт Д. Рич и Давид Стоутемјер у периоду од касних седамдесетих и раних осамдесетих година двадесетог века у компанији Soft Warehouse у Хонолулуу, на Хавајима. Овај програм је имплементиран у muSIMP програмском језику који је направљен на LISP дијалекту који се зове muLISP (de). Подржаване платформе су биле CP/M и TRS-DOS (од верзије muMATH-79), Apple II (од верзије muMATH-80) и DOS (од верзије muMATH-83, последње верзије издате од стране корпорације Microsoft).
The Soft Warehouse је касније развио програм Derive, још један рачунарски алгебарски систем. Компанија је купљења од стране корпорације Texas Instruments године 1999, а развој програма Derive се завршио 2006. године.